# Kristinehamns rådhus

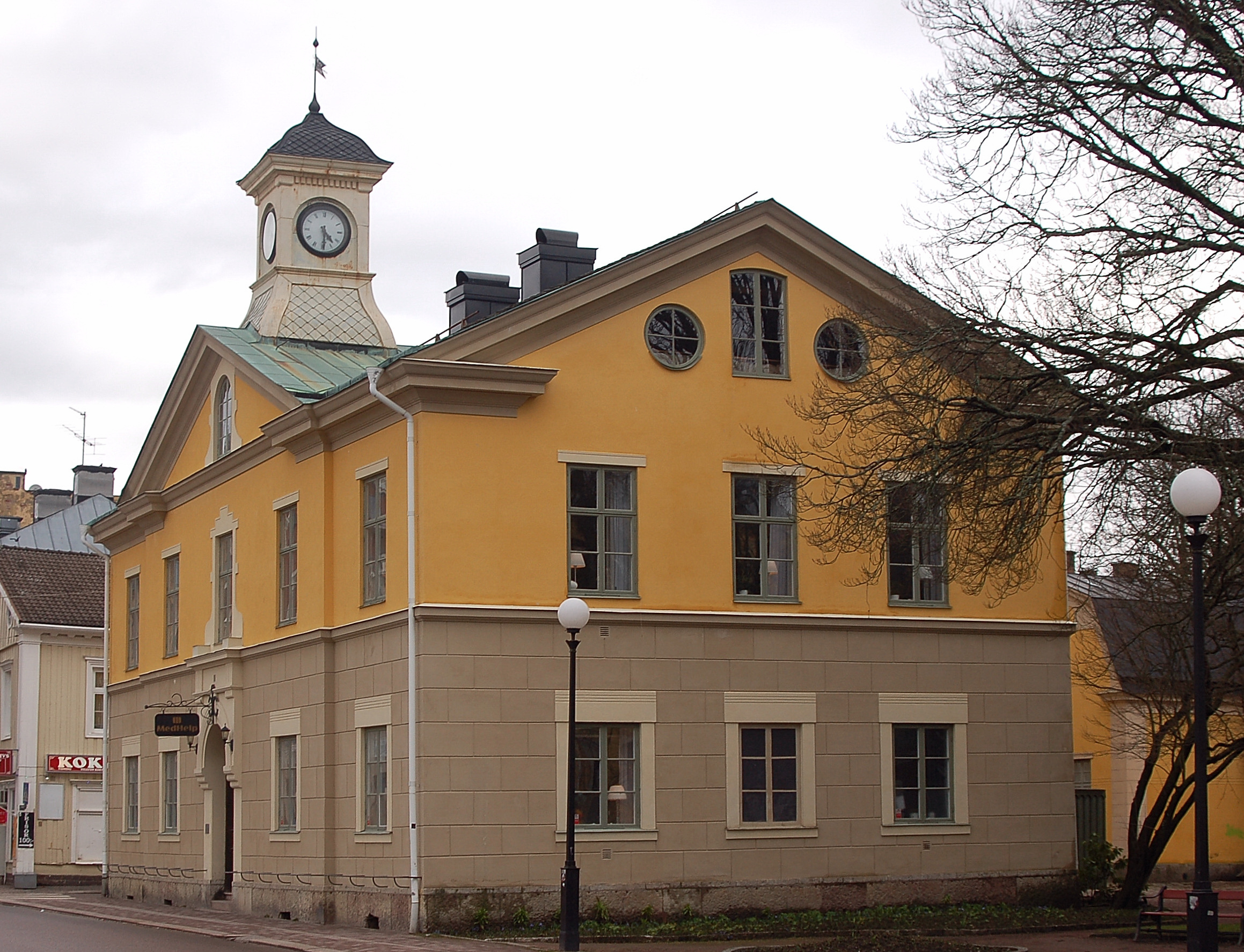
Rådhuset i Kristinehamn

Kristinehamns rådhus är en byggnad vid Norra torget i Kristinehamn. År 1805 stod byggnaden färdig och fungerade åren 1805–1966 som rådhus. Åren 1808–1809, då fältsjukan grasserade, var det sjukstuga i huset. Det har också varit telegrafstation, samt polisstation. Polisstationen fanns kvar till 1977. Idag inryms byggnaden som kontor, innan var det museum och konstutställningslokal. Från den 1 mars 2022 finns en stab i Rådhuset för den arbetsgrupp vid Skaraborgs regemente, som leder återetableringen av Bergslagens artilleriregemente, vilka återetablerade den 4 december 2022.

## Historik
Rådhuset är uppfört i två våningar med inredd vind. Sadeltaket är täckt med skiffer och plåt och fasaderna är putsade, bottenvåningen i putsrustik och andra våningen slätputsad. Våningarna skiljs åt med en gesims.
En svagt framträdande mittrisalit markerar byggnadens mittparti mot gatan. Risaliten avslutas uppåt av en fronton som höjer sig över takfoten och på taket finns en takryttare med urtavlor i de fyra väderstrecken.
Huvudentrén är centralt placerad i risaliten och porten är en pardörr med överljus. Entréportalen är utförd i natursten.
På Riksarkivet finns ritningar från 1782 av Joh. G Reinke, 1782 av Adelcrantz samt en osignerad från 1798.